# Arthur Ohler
Arthur Ohler (* 23. Februar 1883 in Stuttgart; † 17. Januar 1973 ebenda) war ein deutscher Fotograf, der in Stuttgart lebte und arbeitete.

## Beruflicher Werdegang
Nach dem Besuch der Volksschule ging Ohler ab 1897 zur Verwirklichung seines Berufswunsches bei verschiedenen Stuttgarter Fotografen in die Lehre. Von 1902 bis 1906 arbeitete er bei Fotografen in Ravensburg, Offenbach, Mannheim und Magdeburg.
Ab etwa 1907 – unterbrochen vom Einsatz als Soldat im Ersten Weltkrieg – war Ohler wieder in Stuttgart und für siebzehn Jahre Geschäftsführer im Fotostudio Theodor Andersen. Während dieser Zeit engagierte er sich auch als Gewerkschaftsführer der Stuttgarter Gehilfenschaft, wobei er sich erfolgreich gegen unbezahlte Überstunden und für Urlaub der Fotografengehilfen einsetzte.
1926 machte sich Ohler mit eigenem Atelier in Stuttgart selbständig. Zugleich trat er in die 1921 gegründete Photographen-Innung Stuttgart ein, in der er zum Vorstandsmitglied aufstieg. Von 1944 bis 1950 teilte er sein Atelier mit seinem als Sach-Fotograf tätigen Halbbruder Willi Moegle. Erst Anfang 1958 setzte sich der 75-jährige Ohler zur Ruhe. Er übergab seine Geschäftsräume an seinen Mitarbeiter Heinz Müller, der 1945 als Lehrling in die Ateliergemeinschaft eingetreten war.

## Arbeiten als freier Fotograf

Arthur Ohler, Tänzerin der Gruppe Herion, um 1928

Mit Beginn seiner Selbständigkeit werden Ohlers fotografische Arbeiten nachweisbar. Für die um 1928 in Stuttgart erschienene Publikation von Max Adolphi und Arno Kettmann „Tanzkunst und Kunsttanz aus der Tanzgruppe Herion Stuttgart“ war Ohler Fotograf aller 64 Illustrationen. Sie zeigen vorwiegend Tänzerinnen, in der Mehrzahl in Fantasie-Kostümen, alle in expressiven Haltungen.

1927/1928 fertigte Ohler die Fotoabzüge zur Illustration der Publikation des Architekten Konrad W. Schulze „Stahl- und Skelettbau“ an, die 1928 veröffentlicht wurde. In Schulzes im folgenden Jahr erschienener Publikation „Glas in der Architektur der Gegenwart“ stammen vier Aufnahmen vom Kaufhaus Schocken in Stuttgart von Ohler selbst. 

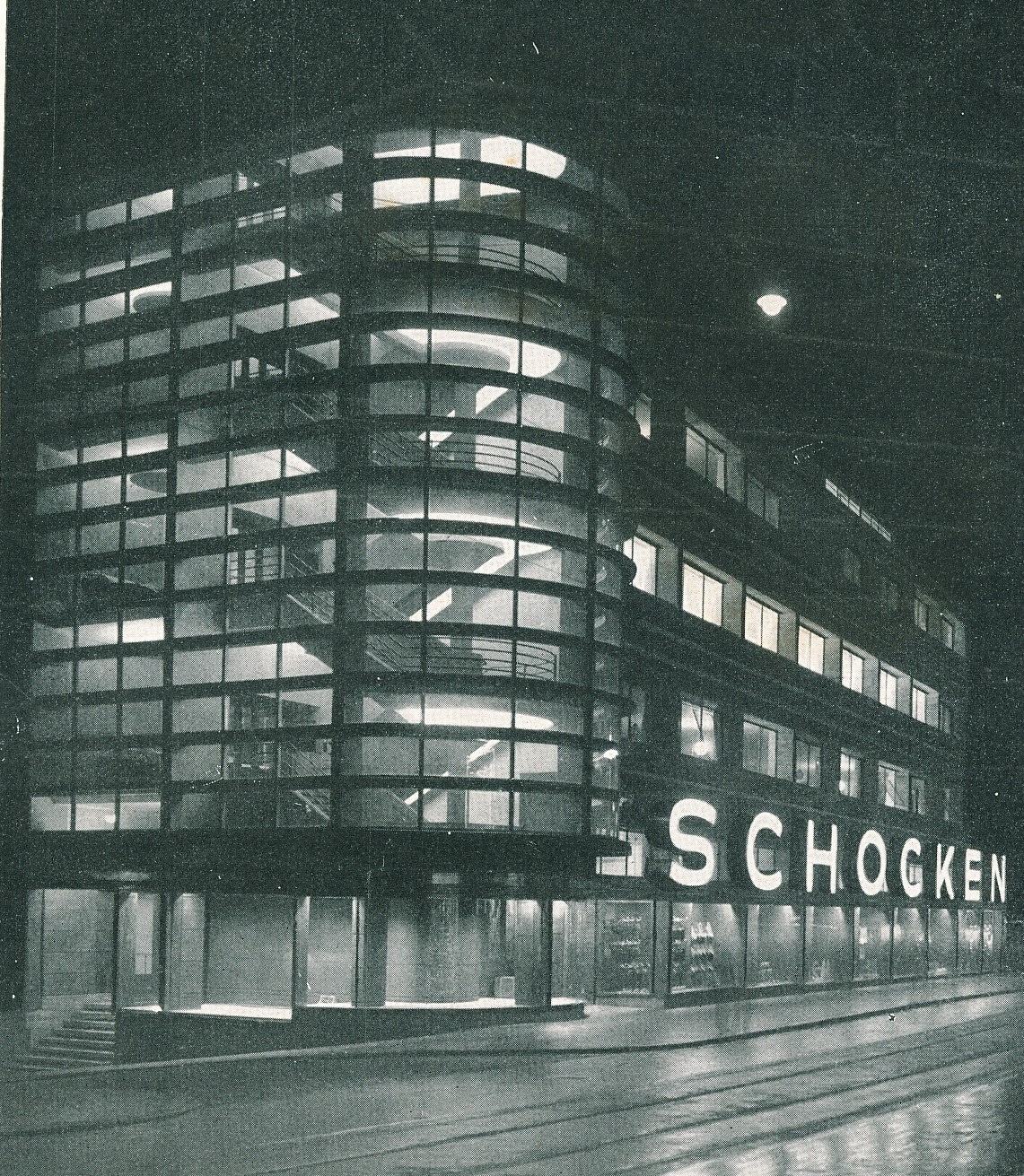
Arthur Ohler, Kaufhaus Schocken in Stuttgart, 1929

Auch der bis 1928 erbaute Tagblatt-Turm in Stuttgart, ein anderer Bau der Neuen Sachlichkeit, interessierte den Fotografen Ohler. Von ihm sind drei Aufnahmen Ohlers im Stadtarchiv Stuttgart überliefert, die kurz nach Fertigstellung des Hochhauses entstanden sind.
Ohler widmete sich als Fotograf häufig der nächtlich beleuchteten Großstadtarchitektur. Dies belegen eine in der Publikation Schulze 1928 veröffentlichte Aufnahme vom Kaufhaus Schocken und eine Nachtaufnahme vom Tagblatt-Turm, die in der zur Vorbereitung auf das Deutsche Turnfest in Stuttgart herausgebrachten Fest-Zeitung Nr. 6 von Januar 1933 mit dem Titel: „Nächtliches Gewitter über dem Tagblatt-Turmhaus“ veröffentlicht wurde.
Auch die in Stuttgart tätigen Architekten und Möbeldesigner Heinz und Bodo Rasch wählten für die meisten Illustrationen ihrer um 1928 erschienenen Publikation mit dem Titel „Der Stuhl“ die Lichtbildwerkstätte A. Ohler, Stuttgart, wie auf der Rückseite des Titelblatts zu lesen ist.

Die Weiterentwicklung der Fotografie war ein Anliegen Ohlers. 1929 fand in Stuttgart die vom Deutschen Werkbund konzipierte internationale Ausstellung FILM UND FOTO statt. Ohler war laut Aussteller-Verzeichnis mit fünf Fotos vertreten, die unter anderem den Titel Luftballons, Schneeverwehungen und Skiläufer trugen, leider aber alle verschollen sind.

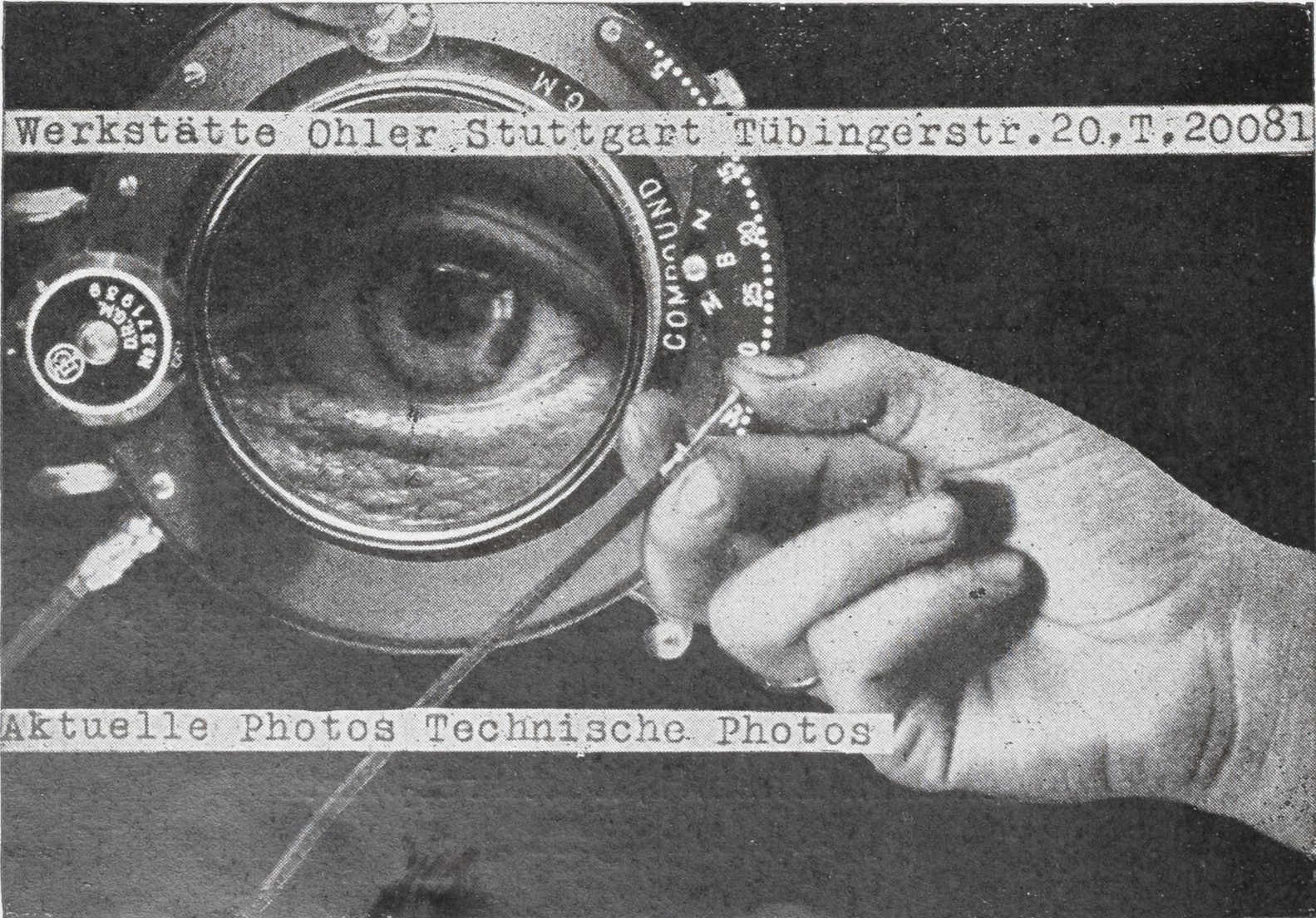
Arthur Ohler, Werbeanzeige für seine "Werkstätte" von 1929

In der Begleitbroschüre zur Film- und Foto-Ausstellung findet sich eine halbseitige Anzeige von Ohlers Fotoatelier, hier „Werkstätte Ohler“ bezeichnet, die sich mittels einer Fotomontage für aktuelle und technische Fotos empfiehlt. Von Ohler stammen auch Fotos von dieser Ausstellung in zwei Ausgaben der Sonntagsbeilage des Neuen Tagblatts.
Ohler war als Fotograf Universalist; er arbeitete als Porträt-, Sach-, Werbe- alias Produktfotograf und in den 1920er und 1930er Jahren auch als Architekturfotograf. Wie seine Anzeige von 1929 und seine Hochhausaufnahmen zeigen, fotografierte er mit einer Balgenkamera mit Compound-Verschluss und Objektivstandarte, die eine gleichmäßige Ausleuchtung, dabei verzerrungsfreie Abbildung auch bewegter und hoher Motive ermöglichte. Seine überlieferten Aufnahmen sind sachlich, seine Architektur- und Stadtbildaufnahmen meist effektvolle Inszenierungen.

## Ohler als Lehrer und Innungsmeister
Seit seiner Selbständigkeit ab 1926 bildete Arthur Ohler Lehrlinge aus, darunter mehrere, die als Fotografen bekannt werden sollten. Zu ihnen zählt auch der Sohn seines Freundes Hugo Schmölz: Karl Hugo Schmölz.
In den Kriegsjahren 1943 und 1944 stieg Ohler zum stellvertretenden Landesmeister in der Photographen-Innung auf, wurde aber als Nicht-Parteimitglied auf Veranlassung der NSDAP von dieser Funktion entbunden. Nach dem Krieg, 1946, setzte die Handwerkskammer Ohler im Einvernehmen mit der amerikanischen Militärregierung wieder als Obermeister der Fotografen-Innung ein. Bis 1963 wurde er in freien Wahlen als solcher viermal wiedergewählt.
1955 und 1957 organisierte Ohler gemeinsam mit dem Landesgewerbeamt in Stuttgart die Ausstellungen „photo 55“ und „photo 57“ als Leistungsschauen der Berufsfotografen in der Bundesrepublik. Für seine Leistung bei der Verbesserung der Fotografen-Ausbildung erhielt Ohler 1960 das Bundesverdienstkreuz.